# Мыльное дерево настоящее
Мы́льное де́рево настоя́щее, или Сапи́ндус мыльный (лат. Sapíndus saponária) — вид деревьев рода Мыльное дерево (Sapindus) семейства Сапиндовые (Sapindaceae).

## Распространение и среда обитания
Мыльное дерево настоящее произрастает в Южной и Юго-Восточной Азии от Индии до Китая, в Японии; культивируется там же, а также в Северной Африке, США.

## Ботаническое описание

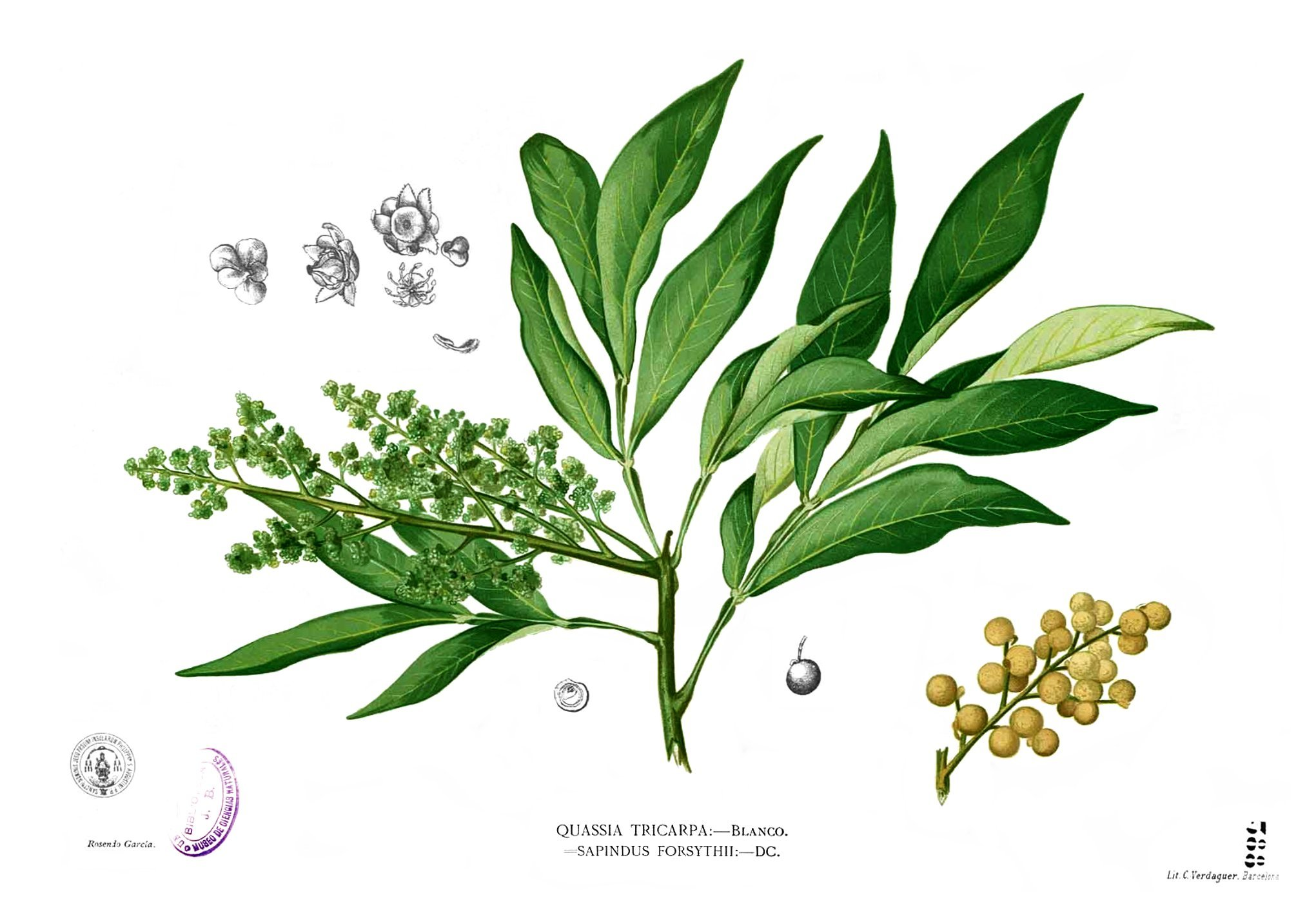

Вечнозелёные деревья до 10 м в высоту, с гладкой светло-серой корой.
Листья перистые, 20—30 см длиной и 10—15 см шириной, состоят из четырёх — девяти почти сидячих листочков эллиптической или эллиптическо-ланцетной формы, они 7—13 см длиной и 3—5 см шириной, с цельным краем, ярко-зелёного цвета, с верхней стороны блестящие, с нижней — слабо опушённые.
Цветки белые, с яйцевидными или ланцетными лепестками 3 мм длиной, собраны в метёлки до 36 см длиной и 16 см шириной. Тычиночные нити внизу покрыты длинными волосками, пыльники яйцевидные. Пестики треугольно-яйцевидные. Цветёт в сентябре.
Плод — блестящая голая шаровидная костянка 1,5—2 см в диаметре с тонкой оранжеватой мякотью. Семя шаровидное, 1,2 см в диаметре. Плодоносит весной.

## Хозяйственное значение и применение
Мякоть плодов мыльного дерева настоящего содержит до 38 % тритерпеновых сапонинов — производных хедерагенина. Их используют как эмульгаторы при производстве зубных паст, моющих медицинских средств.

## Классификация

### Таксономия
Вид Мыльное дерево настоящее входит в род Мыльное дерево (Sapindus) семейства Сапиндовые (Sapindaceae).
|  |                                      |  |                                                       |                                                       |                      |  | ещё 8 семейств (согласно Системе APG II) | ещё 8 семейств (согласно Системе APG II) |                              |  |  |  | ещё около 15 видов |
|  |                                      |  |                                                       |                                                       |                      |  | ещё 8 семейств (согласно Системе APG II) | ещё 8 семейств (согласно Системе APG II) |                              |  |  |  | ещё около 15 видов |
|  |                                      |  |                                                       | порядок Сапиндоцветные                                |                      |  |                                          |                                          | род Мыльное дерево           |  |  |  |                    |
|  |                                      |  |                                                       | порядок Сапиндоцветные                                |                      |  |                                          |                                          | род Мыльное дерево           |  |  |  |                    |
|  | отдел Цветковые, или Покрытосеменные |  |                                                       |                                                       | семейство Сапиндовые |  |                                          |                                          | вид Мыльное дерево настоящее |  |  |  |                    |
|  | отдел Цветковые, или Покрытосеменные |  |                                                       |                                                       | семейство Сапиндовые |  |                                          |                                          |                              |  |  |  |                    |
|  |                                      |  | ещё 44 порядка цветковых растений (по Системе APG II) | ещё 44 порядка цветковых растений (по Системе APG II) |                      |  |                                          | ещё 140—150 родов                        | ещё 140—150 родов            |  |  |  |                    |
|  |                                      |  |                                                       | ещё 44 порядка цветковых растений (по Системе APG II) |                      |  |                                          |                                          | ещё 140—150 родов            |  |  |  |                    |

Синонимы
- Sapindus abruptus Lour.
- Sapindus alatus Salisb.
- Sapindus divaricatus Cambess.
- Sapindus forsythii DC.
- Sapindus inaequalis DC.
- Sapindus indica Poir.
- Sapindus microcarpus Jard.
- Sapindus mukorossi Gaertn.
- Sapindus peruvianus Walp.
- Sapindus rigidus Mill.
- Sapindus stenopterus DC.
- Sapindus thurstonii Rock
- Sapindus turczaninowii S.Vidal